# Dri夢・X-T-C
『Dri夢・X-T-C』（ドリーム・エクスタシー）は、1985年3月21日に発売されたアン・ルイスの12枚目のスタジオ・アルバム。発売元はビクターレコード。規格品番は、LP：SJX-30262、CD：VDR-1007。

## 概要
サウンド・プロデュースは前作『ROMANTIC VIOLENCE』に続いて伊藤銀次が担当した。1960年代のアメリカン・ポップスを彷彿とさせるナンバー、ハードなギター・サウンドを堪能出来るナンバーや、日本では1970年に発売されヒットしたカナダ出身のバンド、オリジナル・キャスト(THE ORIGINAL CASTE)のカバー「MR. MONDAY」、先行シングル「ピンクダイヤモンド」のアルバムヴァージョンとB面曲「DANCE W/ME」など、これまでの集大成ともいえるバラエティに富んだ作品となっている。
CDは1985年の発売以降、長きに亘り廃盤の状態が続いていたが、2007年6月21日におよそ22年ぶりとなる再発売が紙ジャケット仕様で実現され、2013年8月28日にはタワーレコード限定で再発売された。また、2022年3月2日にはMEG-CDの取扱いも開始されている。

## 収録曲

### LP／CT
| 全編曲: 伊藤銀次。 |                                    |                       |           |       |
| #                  | タイトル                           | 作詞                  | 作曲      | 時間  |
| 1.                 | 「JUMP! アニーとロックSHOW」       | 柴山俊之              | 伊藤銀次  | 4:04  |
| 2.                 | 「ピンクダイヤモンド」(Version II) | 湯川れい子            | NOBODY    | 4:49  |
| 3.                 | 「LOST PARTY」                     | ANNIE, YUIKO          | 織田哲郎  | 3:43  |
| 4.                 | 「TRUE TO ME」                     | ANNIE, YUIKO, SHINOBU | 織田哲郎  | 4:44  |
| 5.                 | 「DANCE W/ME」                     | ANNIE                 | ANNIE     | 4:46  |
| 合計時間:          | 合計時間:                          | 合計時間:             | 合計時間: | 22:06 |

| 全編曲: 伊藤銀次。 |                             |               |              |       |
| #                  | タイトル                    | 作詞          | 作曲         | 時間  |
| 1.                 | 「Dri夢・X-T-C」            | 柴山俊之      | 伊藤銀次     | 5:29  |
| 2.                 | 「セクシャル ダイナマイト」 | 柴山俊之      | 花田裕之     | 3:20  |
| 3.                 | 「MR. MONDAY」              | DENIS LAMBERT | BRIAN POTTER | 3:46  |
| 4.                 | 「WONDERFUL NIGHT」         | 柴山俊之      | ANNIE        | 4:12  |
| 5.                 | 「DIRTY FINGERS」           | 湯川れい子    | NOBODY       | 5:04  |
| 合計時間:          | 合計時間:                   | 合計時間:     | 合計時間:    | 21:51 |

### CD
| 全編曲: 伊藤銀次。 |                                    |                       |              |       |
| #                  | タイトル                           | 作詞                  | 作曲         | 時間  |
| 1.                 | 「JUMP! アニーとロックSHOW」       | 柴山俊之              | 伊藤銀次     | 4:04  |
| 2.                 | 「ピンクダイヤモンド」(Version II) | 湯川れい子            | NOBODY       | 4:49  |
| 3.                 | 「LOST PARTY」                     | ANNIE, YUIKO          | 織田哲郎     | 3:43  |
| 4.                 | 「TRUE TO ME」                     | ANNIE, YUIKO, SHINOBU | 織田哲郎     | 4:44  |
| 5.                 | 「DANCE W/ME」                     | ANNIE                 | ANNIE        | 4:46  |
| 6.                 | 「Dri夢・X-T-C」                   | 柴山俊之              | 伊藤銀次     | 5:29  |
| 7.                 | 「セクシャル ダイナマイト」        | 柴山俊之              | 花田裕之     | 3:20  |
| 8.                 | 「MR. MONDAY」                     | DENIS LAMBERT         | BRIAN POTTER | 3:46  |
| 9.                 | 「WONDERFUL NIGHT」                | 柴山俊之              | ANNIE        | 4:12  |
| 10.                | 「DIRTY FINGERS」                  | 湯川れい子            | NOBODY       | 5:04  |
| 合計時間:          | 合計時間:                          | 合計時間:             | 合計時間:    | 44:08 |

## 参考資料
- オリコン『ALBUM CHART-BOOK COMPLETE EDITION 1970-2005』オリコン・マーケティング・プロモーション、2006年4月。ISBN 978-4-87131-077-2。
- アン・ルイス『Dri夢・X-T-C』（ライナーノーツ）ビクターエンタテインメント、2007年6月21日。VICL-62425。